# Lucio Porcio Catón
Lucio Porcio Catón (en latín, Lucius Porcius Cato) fue un político y militar romano, cónsul en 89 a. C., e hijo de Marco Porcio Catón Saloniano y tío de Catón de Útica.
Fue miembro del partido senatorial. En el año 100 a. C. era tribuno de la plebe y se opuso a Lucio Apuleyo Saturnino y ayudó a rechazar la petición de regreso del exiliado Metelo Numídico.
En 90 a. C., en la guerra Social derrotó a los etruscos y al año siguiente, 89 a. C. fue cónsul con Cneo Pompeyo Estrabón. 
Durante su consulado lideró las tropas romanas en la batalla del Lago Fucino (89 a. C.) contra los insurrectos de la guerra Social, siendo derrotado y muerto en el asalto a un campamento marso, después de que los había derrotado en batalla. Las circunstancias de su muerte no están del todo claras, ya que se sospechó que había sido asesinado por instigación de Cayo Mario el Joven y no por el enemigo.